# Gli occhi del drago (miniserie televisiva)
Gli occhi del drago è uno sceneggiato televisivo velatamente fantastico il quale tema è il labile confine tra la ragione e la follia, l'aggressività indotta dal mezzo di trasporto, qui una normale moto sportiva giapponese, un prodotto che entrò prepotentemente nel mercato nei primi anni Settanta, divenendo tra i giovani simbolo di dominio della strada.

## Trama
La morte apparentemente accidentale di un scalatore desta il sospetto di suo fratello Giulio, colpito dal comportamento inspiegabilmente aggressivo del compagno di cordata. Avendo ripreso l'accaduto con una cinepresa super 8, il filmato rivela l'origine dolosa e soprattutto la presenza di una motocicletta di una nuova ed immaginaria marca giapponese, la Banzai, entrata prepotentemente nel mercato, per la sua immagine di prodotto di alta tecnologia.

Avendo appreso di un altro misfatto connesso con il mezzo, Giulio si improvvisa detective e pur di conoscerne gli acquirenti, irrompe nell'unica concessionaria cittadina, rischiando l'arresto.

Acquistato un esemplare, lo smonta minuziosamente, sottoponendo le parti ad un accurato esame presso un laboratorio di Fisica dei Materiali, diretto da un suo amico, per apprendere, come costui dice, che "il diavolo non c'è".

Giulio intuisce di aver trascurato un particolare importante così una volta riassemblata, sperimenta la moto su se stesso, aiutato dalla psicologa Renata, compagna della prima vittima, la quale al termine di un loro giro fuori città, rischia di rimanere uccisa dal protagonista improvvisamente impazzito.

Nel frattempo uno straniero residente in Italia, anch'egli proprietario di una Banzai, è in sella con suo figlio.